# Große Jesajarolle
Die Große Jesajarolle aus Qumran (1QJesa) ist eine 7,34 m lange Pergamentrolle, die wahrscheinlich im 2. Jahrhundert v. Chr. beschrieben wurde. Sie enthält den fast vollständigen Text des Buches Jesaja in hebräischer Sprache und ist die älteste erhaltene Handschrift eines ganzen Buches der Bibel.
1991 und 1994 stellten Untersuchungen nach der Radiokarbonmethode eine Entstehungszeit der Handschrift um ca. 200 v. Chr. fest.
Die Handschrift wurde 1947 von Beduinen in Höhle 1 in Qumran am Toten Meer gefunden. Eine Replika von ihr wird im Mittelpunkt des Schreins des Buches ausgestellt, eines Gebäudes, das zum Komplex des Israel-Museums in Jerusalem gehört. Das Original befindet sich in einem Tresor unter dem Museum.
Die Rolle ist 7,3 m lang, bis zu 28 cm breit und in 54 Spalten beschrieben. Sie besteht aus 17 Schafslederstücken, die zu einer einzigen Schriftrolle zusammengenäht wurden.
Der Text hat eine sehr hohe Übereinstimmung mit dem Text des Codex Leningradensis von 1008 n. Chr., der ältesten vollständig erhaltenen Handschrift der hebräischen Bibel. Trotzdem sind auch verschiedene Lesarten, sowie einige alternative Schreibweisen, Schreibfehler und Korrekturen enthalten. Streng geurteilt kann man sogar über 2.600 Textvarianten zählen, die von einem einzelnen Buchstaben, manchmal einem oder mehreren Wörtern bis hin zu kompletten Vers-Varianten oder Versen reichen. So fehlen zum Beispiel die zweite Hälfte von Vers 9 und der gesamte Vers 10 in der gegenwärtigen masoretischen Fassung von Kapitel 2 in der Großen Jesaja-Rolle. Dieselben Verse sind jedoch in anderen Schriftrollen enthalten, die in der Nähe des Toten Meeres gefunden wurden (4QIsaa, 4QIsab), sowie in dem hebräischen Text, aus dem die antike griechische Version oder Septuaginta (3.-1. Jahrhundert v. Chr.) übersetzt wurde.